# Derbi de Renania
El derbi de Renania (en alemán: Rheinischen Derby) se refiere al enfrentamiento y rivalidad en el fútbol alemán entre el Borussia Mönchengladbach y su rival F. C. Colonia. A pesar de que el término hace referencia, en general, a cualquier enfrentamiento entre clubes deportivos de la región de Renania, se suele llamar «derbi de Renania» a este enfrentamiento debido a la situación geográfica, al enorme impacto cultural y social de la rivalidad (ambos clubes suman conjuntamente más de 230 000 socios) y a la corta distancia entre las ciudades de Mönchengladbach y Colonia respecto al Rin.

## Historia de la rivalidad
La rivalidad entre el Monchengladbach y el Colonia ha existido dada la cercanía entre ambas ciudades rivales y la carrera por el dominio futbolístico de la región cercana al Rin. Ya desde antes de la introducción de la Bundesliga, el Borussia y el Kölner BC 01 se enfrentaron antes de que se fundara el actual F. C. Colonia mediante la fusión de los clubes de fútbol Kölner BC 01 y SpVgg Sülz 07 en 1948.El primer Borussia Mönchengladbach vs. F. C. Colonia se disputó el 1 de enero de 1961 ante 11 000 espectadores en la Oberliga West (1947-63). El Colonia derrotó al Mönchengladbach por 4-1.
Los dos equipos se enfrentaron por primera vez a intervalos regulares en la Oberliga Oeste. Allí se enfrentaron un total de 22 veces entre 1950-51 y 1962-63, antes de que se fundara la Bundesliga. El F. C. Colonia es miembro fundador de la Bundesliga desde la temporada 1963-64, con breves interrupciones, gracias a su primer puesto en la Oberliga Oeste en la temporada 1962-63. El Borussia Mönchengladbach ascendió a la Bundesliga en la temporada 1965-66 como campeón de la Regionalliga West. El primer derbi renano en la recién creada Bundesliga aconteció el 20 de noviembre de 1965, partido el cual ganó el F. C. Colonia por un resultado de 3-2.
La fuerte rivalidad entre ambos equipos tuvo su chispa en 1964, cuando el entrenador del Colonia, Hennes Weisweiler, cambió su lealtad a favor del Mönchengladbach. Weisweiler es una figura central en la mitología de ambos clubes; la mascota del Colonia se llama Hennes en su honor, mientras que el Mönchengladbach venera a Weisweiler como entrenador de su «equipo del siglo». Además, el estadio del Mönchengladbach, el Borussia Park, está situado en una calle llamada Hennes-Weisweiler-Allee en memoria de Weisweiler.
Esta indignación inicial por parte de los seguidores del Colonia pronto fue respondida con una seria rivalidad deportiva durante la década de 1970. Aunque al principio el Colonia tenía ventaja deportiva como miembro fundador de la Bundesliga y primer campeón de la liga, el Mönchengladbach acortó distancias rápidamente. Entre las temporadas 1969-70 y 1977-78, el Mönchengladbach ganó cinco campeonatos, el Colonia uno y el Bayern de Múnich los tres restantes. La temporada 77-78 ha quedado grabada en la memoria colectiva de ambos clubes: aunque el Mönchengladbach derrotó al Borussia Dortmund en la mayor goleada de la historia de la Bundesliga con un aplastante 12-0, el Colonia se llevó el campeonato con un 5-0 sobre el F. C. St. Pauli debido a su ligeramente mejor diferencia de goles (+45 frente a +42 a favor del Colonia). Para colmo de males, el Colonia volvía a estar dirigido por Hennes Weisweiler, el punto de discordia personificado entre ambos clubes.
Aunque ninguno de los dos clubes ha sido capaz de ganar un título de Bundesliga desde la temporada 1977-78, la rivalidad se mantiene, con varios incidentes de violencia entre seguidores de ambos clubes. En general, el Mönchengladbach ha tenido más éxito en los enfrentamientos entre ambos, con 54 victorias en 105 duelos, 20 empates y 31 derrotas. Cabe destacar que el Mönchengladbach tiene más probabilidades de ganar que el FC Köln incluso en los partidos fuera de casa (24-10-17 a favor del Mönchengladbach).